# Rhin japonais
Le Rhin japonais (日本ライン) désigne la vallée de la Kiso-gawa (木曽川) entre Minokamo dans la préfecture de Gifu et Inuyama dans la préfecture d'Aichi. Ce surnom a été donné à la région en 1913 par Shiga Shigetaka (志賀重昂). La longueur du Rhin japonais est d'environ 13 km.